# Тиха Ганна Семенівна
Ганна Семенівна Тиха (1 січня 1920, село Великі Чорнокінці, тепер Чортківського району Тернопільської області — 12 квітня 2005, село Великі Чорнокінці Чортківського району Тернопільської області) — українська радянська діячка, новатор сільськогосподарського виробництва, телятниця колгоспу «Перше травня» Чортківського району Тернопільської області. Депутат Верховної Ради УРСР 6-го скликання.

## Біографія
Народилася у родині бідного селянина Семена Луціва. Закінчила шість класів школи села Великі Чорнокінці. Одружилася із теслярем Петром Івановичем Тихим.
Працювала у власному господарстві, а з 1940 по червень 1941 року була колгоспницею колгоспу села Великі Чорнокінці Тернопільської області.
З 1948 року — колгоспниця, а з 1953 року — телятниця колгоспу «Перше травня» села Великі Чорнокінці Чортківського району Тернопільської області.
Потім — на пенсії у селі Великі Чорнокінці Чортківського району Тернопільської області.

## Нагороди
- медалі